# Холл, Грэнвилл Стэнли
Гренвилл Стэнли Холл (1 февраля 1844 — 24 апреля 1924) — пионер американской психологической науки и педагог. Его интересы сосредоточены на развитии детей (педологии) и эволюционной теории. Холл был первым президентом Американской психологической ассоциации и первым президентом Университета Кларка. Наряду с Уильямом Джеймсом Холл единственный становился президентом Американской психологической ассоциации дважды (повторно в 1924 году).

## Биография
Родился в Ашфилде, штат Массачусетс. В 1867 году окончил Колледж Уильямса, затем обучался в объединённой теологической семинарии. Вдохновлённый работой Principles of Physiological Psychology Вильгельма Вундта, он получил степень доктора психологии под руководством Уильяма Джеймса в Гарвардском университете, после чего несколько лет работал в лаборатории Вундта в Лейпциге. В Лейпциге Холл продуктивно занимался проблемами общей психологии, исследуя проприорецепцию - открытую И. М. Сеченовым роль мышечной чувствительности в восприятии пространства, хотя получивший за исследования проприорецепции Нобелевскую премию Шеррингтон ссылался, в основном, только на работы И. М. Сеченова. Холл известен как основоположник педологии, в его понимании опиравшейся на эволюционную психологию в духе Дарвина и Сеченова, а не на евгенику. Холл также был основателем первых журналов, посвященных проблемам возрастной психологии. С 1891 году под его редакцией стал издаваться журнал «Педагогический семинар и журнал генетической психологии», а с 1910 года - «Журнал педагогической психологии».
Он начал свою карьеру учителем английского языка в колледже Antioch, в Йеллоу-Спрингсе, Огайо. В 1882 году (до 1888) он был назначен профессором психологии и педагогики Университета Джонса Хопкинса и создал то, что считается первой американской лабораторией психологии. Там Холл страстно возражал против того, чтобы в средней школе уделялось особое внимания преподаванию традиционных предметов, например, латыни, математики, науки и истории , заявив, что школы должны уделять больше внимания воспитанию подростков, чем подготовке студентов к колледжу.
Холл пришёл к выводу, что в основе психического развития ребёнка лежит биогенетический закон. Холл распространил действие биогенетического закона с развития эмбриона на психику человека, доказывая, что развитие психики ребёнка кратко повторяет все стадии филогенетического развития психики вида Homo Sapiens. Теория рекапитуляции Холла утверждает, что последовательность и содержание этих этапов заданы генетически, потому ни уклониться, ни миновать какую-то стадию своего развития ребёнок не может.
В 1887 году он основал American Journal of Psychology и в 1892 году был назначен первым президентом Американской психологической ассоциации. В 1889 г. он был назван первым президентом Университета Кларка, этот пост он занимал до 1920 года. В 1909 году по приглашению Холла психоаналитики Зигмунд Фрейд и Карл Юнг посетили США и выступили с лекциями. В этой поездке Фрейда сопровождали также Э. Джонс и Ш. Ференци. Фрейду и Юнгу была присуждена степень почетного доктора (Doctor honoris causa) Университета Кларка. Все годы - 31 год, пока он был президентом, Холл оставался активным интеллектуально. Он сыграл важную роль в развитии педагогической психологии, а также попытался определить воздействие образования на подростков. 
Холл остался в истории психологии как человек, который внес большой вклад в развитие психологической науки и прикладной психологии. Под его руководством степень доктора психологии получили многие известные психологи, а также в 1920 году Фрэнсис Сесил Самнер — первый афроамериканец, получивший Ph.D. по психологии.

## Литературная деятельность
Сделав важный вклад в учебную литературу, а также являясь ведущим авторитетом в этой области, он основал и был редактором «American Journal of Psychology », а также редактировал «Pedagogical Seminary» (после 1892 г.), «American Journal of Religious Psychology and Education» (после 1904) и «Journal of Race Development» (после 1910). Некоторые из его книг:
- «Aspects of German Culture» (1881)
- «Hints Тoward a Select and Descriptive Bibliography of Education» (1886), с John M. Mansfield
- «The Contents of Children's Minds on Entering School» (1894)
- «Adolescence» (два тома, 1904)
- «Youth: Its Education, Regimen, and Hygiene» (1906)
- «Educational Problems» (два тома, 1911)